# Margaret Guido
Pour les articles homonymes, voir Guido.
Cecily Margaret Guido, née Preston le 5 août 1912 à Beckenham et morte le 8 septembre 1994 à Bath, également connue sous le nom de Peggy Piggott, est une archéologue et préhistorienne britannique.
Sa carrière s'étend sur soixante ans et elle est reconnue pour ses méthodes sur le terrain, ses recherches de pointe sur les constructions préhistoriques (collines fortifiées et rotondes), les traditions funéraires et les études d'artefacts (en particulier les perles de verre de l'âge du fer britannique), ainsi que pour la qualité et la rapidité de ses publications. Elle contribue à plus de 50 articles et livres dans son domaine entre les années 1930 et 1990. Elle est membre de la Society of Antiquaries of London et de la Society of Antiquaries of Scotland.

## Biographie

### Jeunesse
Cecily Margaret Preston naît le 5 août 1912 à Beckenham, dans le Kent. Elle est la fille d'Elsie Marie Fidgeon et d'Arthur Gurney Preston, ingénieur diplômé de Cambridge et riche maître de forges,. La maison familiale, Wood Lodge, est un manoir de vingt pièces situé à West Wickham sur le tracé d'une voie romaine. Son père se noie en Cornouailles l'été de son huitième anniversaire ; sa mère se remarie et Margaret, souvent surnommée Peggy, est élevée par une tante.

### Éducation

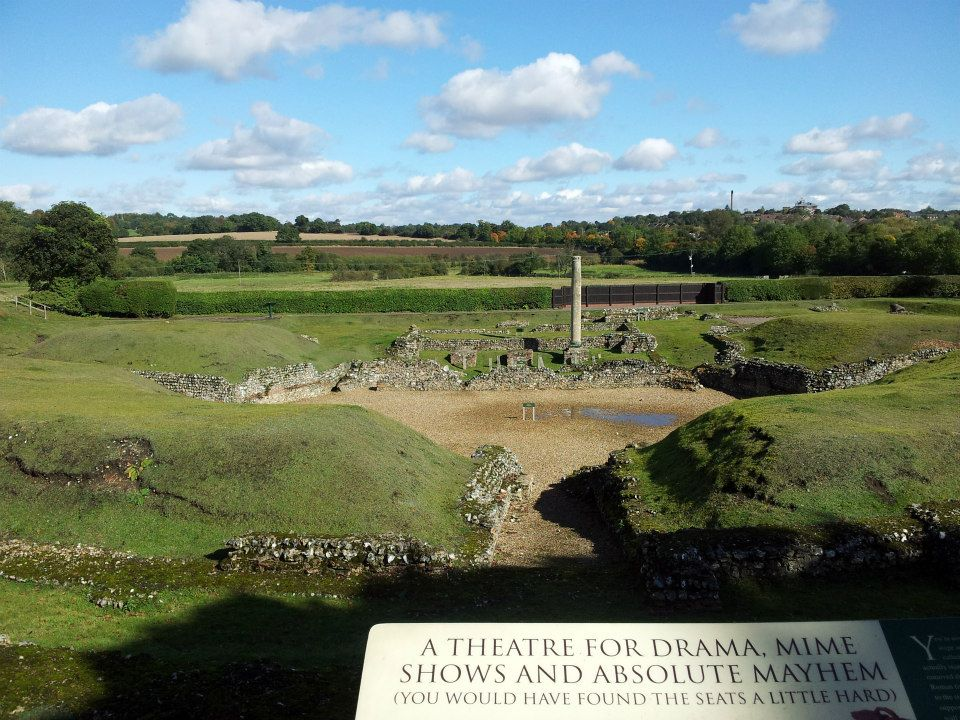
Site de Verulanium.

Enfant, elle s'intéresse aux monnaies romaines. Jeune femme, elle rencontre Mortimer Wheeler et Tessa Wheeler et commence à faire des fouilles avec eux, passant son 21e anniversaire (1933) à creuser la ville romaine de Verulamium. Elle obtient son premier diplôme (un diplôme à l'époque dédié aux femmes) à l'université de Cambridge en 1934. En 1935, elle est photographiée travaillant sur les céramiques de Whitehawk Camp avec E. Cecil Curwen. De 1935 à 1936, elle étudie l'archéologie à l'institut d'archéologie de l'University College de Londres, où elle obtient un diplôme de troisième cycle en préhistoire de l'Europe occidentale. Elle y rencontre son premier mari, Stuart Piggott, qu'elle épouse le 12 novembre 1936.

### Carrière

#### Premiers intérêts

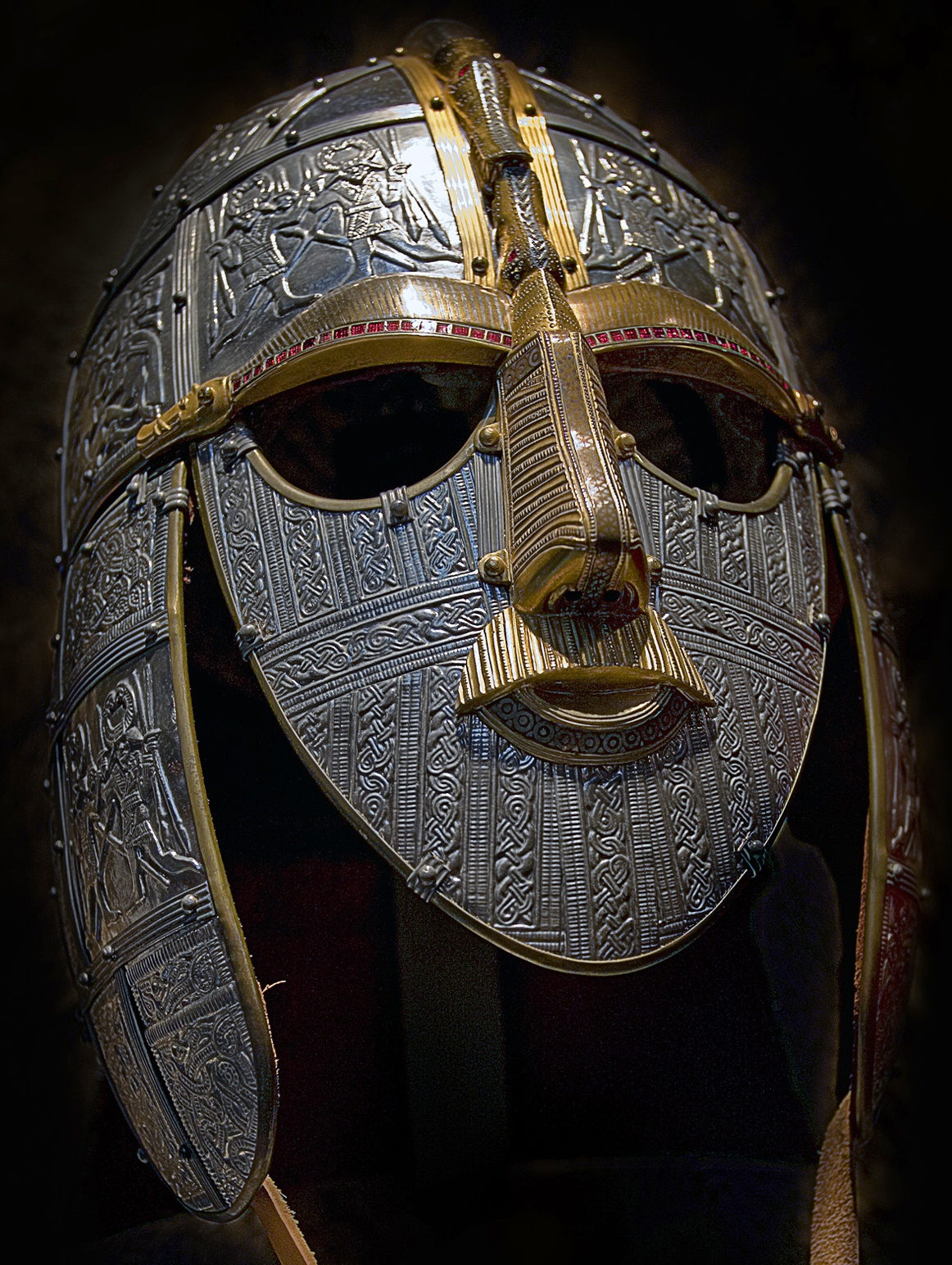
Reproduction du casque retrouvée à Sutton Hoo.

Margaret commence sa carrière d'archéologue en travaillant sur le premier âge du fer. Elle commence par rédiger le compte-rendu de la fouille de sauvetage d'un site du premier âge du fer à Southcote, dans le Berkshire. Celui-ci paraît dans les Proceedings of the Prehistoric Society en 1937. Elle publie à propos de poteries de l'âge du fer provenant de Theale l'année suivante. En 1938-39, elle participe aux premières fouilles de recherche de la Prehistoric Society sur le site de Little Woodbury dans le Wiltshire. Margaret y travaille avec Gerhard Bersu, qui semble avoir eu une influence aussi grande sur elle que les Wheeler[réf. nécessaire]. En 1939, elle publie à propos d'un autre site de l'âge du fer à Langton Matravers dans le Dorset, ce qui enrichit considérablement les connaissances sur une période qui commence à peine à être élucidée,.
Margaret est une fouilleuse expérimentée et elle participe activement avec Charles Phillips aux fouilles très médiatisées du bateau-tombe anglo-saxon sur le site de Sutton Hoo (en 1939),,.

#### L'Âge du Bronze
Cependant, les fouilles personnelles de Margaret se concentrent surtout sur l'âge du Bronze. La première fouille qu'elle dirige est celle du tumulus et du cimetière d'urnes de l'âge du Bronze moyen à Latch Farm dans le Hampshire. On est alors en 1937 et elle est âgée de 25 ans,,. Sa publication, l'année suivante, amène énormément au répertoire des urnes funéraires connues pour cette période,.
Dans les années 1940, elle est au sommet de sa productivité, produisant en moyenne deux publications par an - souvent pour la revue nationale Proceedings of the Prehistoric Society, ainsi que pour des sociétés régionales notables. À cette époque, elle publie à propos de plusieurs types de monuments importants de l'âge du Bronze, notamment des enceintes de l'âge du Bronze (Wiltshire), dont le site de Ram's Hill dans le Berkshire et les cercles de pierres dans le Dorset, y compris la fouille de dix-huit tumulus dans le Hampshire et le Wiltshire, ainsi que d'autres à Crichel et Launceston Downs dans le Dorset,. Elle travaille notamment sous la direction de Gerhard Bersu.

#### Âge du Bronze final
Vers la fin de la Seconde Guerre mondiale, elle se consacre à la compréhension de sites de terrassement linéaires (en) préhistoriques (Hampshire) et réalise une étude détaillée du site de terrassement (en) de Grim's Ditch (en) dans le Wiltshire. À la fin des années 1940, Margaret commence à se concentrer sur l'âge du Bronze final et à produire des rapports spécialisés sur les artefacts, en particulier sur la métallurgie de cette période. Elle produit notamment une étude complète sur les rasoirs britanniques, un rapport sur le trésor de ferronnerie de l'âge du bronze final de Blackrock dans le Sussex, et des études d'artefacts individuels, ainsi qu'un rapport sur une sépulture de l'âge du bronze final à Orrock en Fife. C'est à cette époque qu'elle commence à développer son intérêt pour les perles de verre,.

#### Fouilles de collines fortifiées
À la fin des années 1940, elle reçoit un financement de la Society of Antiquaries of Scotland pour tester le modèle de développement de l'habitat de l'âge du fer dans le sud de l'Écosse, en réponse à une déclaration de principe du Council for British Archaeology (CBA) concernant la nature trompeuse de la classification de l'habitat à partir des vestiges de surface. Il s'agit d'une première tentative de faire évoluer l'archéologie de l'habitat au-delà de l'étude typologique,. Lors de ses fouilles sur les plateaux de Hownam Rings (en 1948), Hayhope Knowe (en 1949) et Bonchester Hill (en 1950) - chaque site étant publié l'année même de sa fouille - elle teste et affine le modèle CBA, fournissant un cadre chronologique relatif pour les peuplements préhistoriques ultérieurs dans le sud de l'Écosse,. Ses recherches ayant lieu avant l'application de la datation au radiocarbone pour le matériel archéologique, il s'agit d'un énorme bond en avant pour les études préhistoriques.

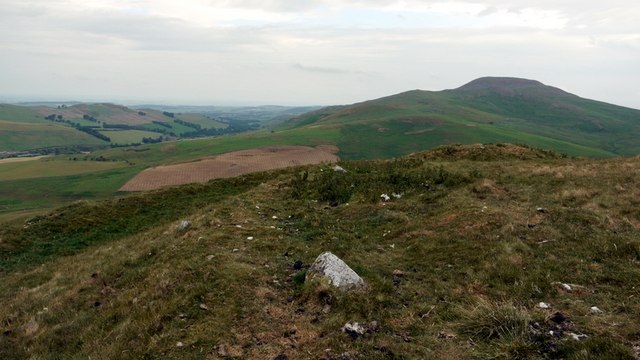
Site de Hownam Rings.

La fin des années 1940 et le début des années 1950 font de Margaret Piggott l'une des préhistoriennes britanniques les plus importantes de son époque. Au cours de cette période, elle fouille pas moins de six collines fortifiées, et ce sont ses travaux sur ces collines qui sont considérés comme les plus influents. Hownam Rings (1948), en particulier, est devenu le site type pour le développement des collines fortifiées, connu sous le nom de Paradigme de Hownam, et qui reste valable à ce jour. Elle travaille avec son mari sur sa sixième excavation de collines fortifiées : le site de Braidwood Fort (1951-55).

#### Les fouilles de la rotonde

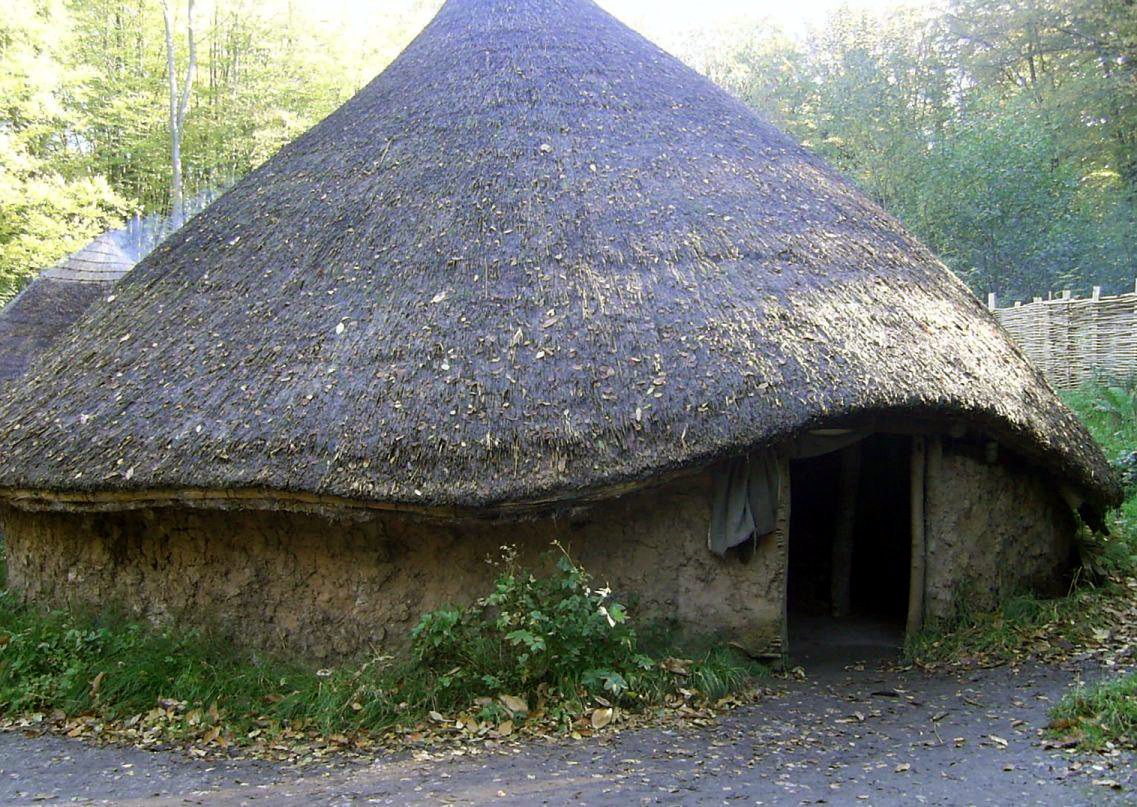
Reconstitution d'une rotonde de l'âge du fer celtique.

Au-delà de l'élucidation des chronologies relatives au peuplement en Écosse, le dessin de reconstruction de la rotonde (en) de Hayhope réalisé par Margaret va devenir la norme moderne. Bien qu'une rotonde du début de l'âge du fer ait été mise au jour sur le site de Little Woodbury, le rapport n'était pas très concluant en ce qui concerne sa reconstruction. Margaret Guido simplifie les choses en s'inspirant des travaux antérieurs de Wake et Kilbride-Jones en Northumbrie, qui ont ensuite influencé Brewster à Staple Howe. Les fouilles de Hayhope-Hownam suggèrent également le potentiel d'une typologie des maisons préhistoriques - comme l'ont entrepris plus tard Richard Feachem et George Jobey, tous deux grandement influencés par le travail de Margaret. En raison de sa contribution à la préhistoire britannique, elle est élue membre de la Society of Antiquaries of London en 1944, à l'âge de 32 ans,. Elle devient également membre de la Society of Antiquaries of Scotland en 1946,.

#### Les années 1950 et 1960
Au début des années 1950, Margaret Guido travaille déjà à ce que les spécialistes considèrent aujourd'hui comme une compréhension de la vie quotidienne durant la préhistoire : elle enregistre les positions des découvertes sur les plans et tout en considérant les dépôts rituels. C'est à travers son travail que l'avènement des études modernes sur l'habitat a lieu, à travers sa stratégie de fouilles et son travail sur les collines fortifiées et les rotondes.
Entre 1951 et 1953, parallèlement à ses travaux sur terrain en Écosse, elle publie à propos de divers sites anglais, dont le site perché de Carl Wark (en) près de Sheffield, le complexe néolithique de Dorchester-on-Thames dans le Oxfordshire, important pour ses travaux sur les henges (publiés avec R.J.C. Atkinson et Nancy Sanders), et ses fouilles de guerre d'un tumulus de l'âge du fer dans le Hampshire. C'est à ce moment-là qu'elle s'intéresse à l'archéologie des zones humides et à ce qui est sans doute sa fouille la plus technique : le site du crannog de Milton Loch (Dumfries and Galloway), avec sa rotonde en bois bien préservée, dont elle publie un article en 1953.
Elle rédige l'un de ses derniers rapports de terrain à propos de la préhistoire britannique en 1954 - une note sur les céramiques d'un dun (sur l'île Tiree) - soit l'année où sa relation avec Stuart prend fin. Elle travaille avec lui sur le site de Braidwood Fort jusqu'à l'annulation de leur mariage en 1956. Elle s'installe alors en Sicile et reprend brièvement son nom de jeune fille, Preston. Elle l'utilise dans la traduction qu'elle et son second mari Luigi Guido ont faite de la Sicily before the Greeks (Sicile avant les grecs) de Bernabo Brea en 1957. Dans les années 1960 et au début des années 1970, elle produit quatre guides sur l'archéologie italienne : sur la Sardaigne (1963), Syracuse (1965), la Sicile (1967) et sur l'Italie du Sud dans son ensemble (1972),, ainsi que des comptes rendus de travaux archéologiques italiens importants dans les pages de la revue britannique Antiquity.

#### Les perles de verre
Dans les années 1970, de retour à l'archéologie, Margaret Guido se consacre à la recherche sur les perles de verre et voyage à travers la Grande-Bretagne pour voir des exemples de fouilles ainsi que celles des musées. En 1978, elle publie son premier volume sur les perles de verre britanniques anciennes, un travail qui couvre les périodes préhistorique et romaine (travail dédié à Tessa Wheeler), après quoi elle commence son volume sur la période anglo-saxonne,. Elle cofonde le Bead Study Trust en 1981 (bead désignant une perle), et le Peggy Guido Fund for Research on Beads. À partir des années 1970, elle produit des dizaines de rapports spécialisés sur les perles (pour des sites tels que Lankhills Winchester, Colchester, Wilsford, Cadbury-Congresbury, Conderton Camp, Castle Copse - et bien d'autres encore qui ne sont pas encore publiés). Ses recherches sur les perles lui font traverser l'Europe en camping-car dans les années 1980,. Son ouvrage sur les perles anglo-saxonnes est publié à titre posthume (par Martin Welch) en 1999. Les deux volumes restent les principaux ouvrages de référence sur le sujet.

#### Conservateur et carrière ultérieure
En 1977, Margaret Guido déménage de Brock Street, à Bath, à Long Street à Devizes et s'implique dans la vie du musée local, le Devizes Museum, aujourd'hui le Wiltshire Museum. À l'âge de 70 ans, elle se tourne à nouveau vers l'archéologie préhistorique de terrain, publiant avec Isobel Smith en 1982 une reconsidération de l'enceinte intérieure de Figsbury Rings dans le Wiltshire et mène une enquête à pied sur le terrain de Cow Down à Longbridge Deverill avec Eve Machin en 1982-83 pour évaluer les dommages causés par les charrues. En 1984, elle est élue au poste de vice-présidente de la Wiltshire Archaeological and Natural History Society,.

#### Reconnaissance
Margaret Guido était une excavatrice hautement qualifiée et une chercheuse prolifique. Tout au long de sa carrière, ses méthodes de fouille ont été connues pour être tactiques et efficaces, creusant un site par an avec une stratégie choisie en fonction des objectifs du site. Son site le plus influent à cet égard est celui de Hayhope Knowe dans les Scottish Borders (1949), où elle a ouvert 520 m2 de tranchées de manière ciblée pour étudier trois maisons et l'enceinte. C'était l'une des premières fois qu'une telle approche est utilisée pour étudier l'âge du fer nordique. La méthode de Guido reprenait le meilleur des écoles de fouille des Wheeler et de Bersu, en le réduisant pour une évaluation rapide.
Sa carrière archéologique s'étend sur soixante ans et se caractérise par des normes de terrain élevées et des publications rapides et de qualité. Décrite comme ayant « un enthousiasme et une énergie inépuisable pour diriger », elle n'a pas été découragée par les exigences des fouilles pour les militaires. Elle a produit pas moins de cinquante ouvrages sur la préhistoire britannique, faisant notamment progresser les domaines comme les traditions funéraires de l'âge du Bronze, les artefacts de l'âge du Bronze final, les peuplements de l'âge du Bronze final et de l'âge du fer (en particulier l'architecture des rotondes et des collines fortifiées), et bien sûr les perles de verre préhistoriques, romaines et anglo-saxonnes. En plus de ses propres recherches pendant la Seconde Guerre mondiale, Guido a dirigé de nombreuses fouilles de sauvetage pour le département des monuments anciens du ministère des Travaux publics, sur des sites réquisitionnés à des fins de défense,.

### Vie privée
Le 12 novembre 1936, Margaret épouse l'archéologue Stuart Piggott (1910-1996) ; ils se sont rencontrés alors qu'ils étaient étudiants à l'Institut d'archéologie de l'University College de Londres. En 1954, leur relation se termine et ils divorcent en 1956. En 1957, elle épouse Luigi Guido, qu'elle a rencontré lors d'un séjour de recherche en Sicile,. Deux ans plus tard, son mari fait une dépression psychotique et elle passe six mois à s'occuper de lui alors qu'il est attaché à son lit. À la fin de cette période, il la quitte et retourne en Sicile. Elle n'entend plus jamais parler de lui.
Retraitée, elle s'occupe de Arnold Walter Lawrence (en), un érudit classique et frère cadet de Thomas Edward Lawrence. Après la mort de sa femme en 1986, Lawrence s'installe chez Guido et ils vivent ensemble jusqu'à sa mort en 1991,. Durant ses dernières années, Margaret rend régulièrement visite à son ancien mari, Stuart Piggott, qui s'est retiré à Wantage. En 1987, Stuart la rejoint dans le cadre d'un mandat partagé de président de la Wiltshire Archaeological and Natural History Society - des fonctions qu'ils ont tous deux occupées jusqu'à leur mort.
Margaret Guido décède dans un hôpital de Bath le 8 septembre 1994.

## Héritage
Son nom est perpétué par le Margaret Guido's Charitable Trust, administré par la banque  Coutts (en). Il accorde des subventions à des organisations caritatives et bénévoles, principalement dans le domaine des arts. Un legs au National Trust a permis à ce dernier d'acquérir la prairie entourant le monument de Silbury Hill, dans le Wiltshire.
Le Wiltshire Museum, à Devizes, possède certaines de ses trouvailles et de ses outils.
Margaret Guido se voit attribuer un rôle important dans un roman de 2007 consacré aux fouilles de Sutton Hoo, The Dig, écrit par son neveu, John Preston. Elle est interprétée par Lily James dans l'adaptation cinématographique du même nom, sortie sur Netflix en janvier 2021.

## Œuvres choisies
- (en) C. M. Piggott et W. A. Seaby, « Early Iron Age Site at Southcote, Reading », Proceedings of the Prehistoric Society, vol. 3, nos 1-2,‎ 1937, p. 43–57 (ISSN 0079-497X et 2050-2729, DOI 10.1017/S0079497X00021307, lire en ligne, consulté le 6 novembre 2021)
- (en) C. M. Piggott, « A Middle Bronze Age Barrow and Deverel-Rimbury Urnfield, at Latch Farm, Christchurch, Hampshire », Proceedings of the Prehistoric Society, vol. 4, no 1,‎ juillet 1938, p. 169–187 (ISSN 0079-497X et 2050-2729, DOI 10.1017/S0079497X00021174, lire en ligne, consulté le 6 novembre 2021)
- (en) C. M. Piggott, « Excavation of Fifteen Barrows in the New Forest 1941–2 », Proceedings of the Prehistoric Society, vol. 9,‎ 1943, p. 1–27 (ISSN 0079-497X et 2050-2729, DOI 10.1017/S0079497X00020077, lire en ligne, consulté le 6 novembre 2021)
- (en) C. M. Piggott, « The Late Bronze Age Razors of the British Isles », Proceedings of the Prehistoric Society, vol. 12,‎ 1946, p. 121–141 (ISSN 0079-497X et 2050-2729, DOI 10.1017/S0079497X00019848, lire en ligne, consulté le 6 novembre 2021)
- (en) Cecily Margaret Piggott, M. I. Platt, M. Y. Orr et F. S. Wallis, « The excavations at Hownam Rings, Roxburghshire, 1948 », Proceedings of the Society of Antiquaries of Scotland, vol. 82,‎ 1950, p. 193–225 (ISSN 2056-743X, lire en ligne, consulté le 6 novembre 2021)
- (en) Cecily Margaret Piggott, Kenneth Steer et M. Y. Orr, « The Iron Age Settlement at Hayhope Knowe, Roxburghshire: Excavations, 1949 », Proceedings of the Society of Antiquaries of Scotland, vol. 83,‎ 1951, p. 45–67 (ISSN 2056-743X, lire en ligne, consulté le 6 novembre 2021)
- (en) C. M. Piggott, « A Late Bronze Age Hoard from Blackrock in Sussex and its Significance », Proceedings of the Prehistoric Society, vol. 15,‎ 1949, p. 107–121 (ISSN 0079-497X et 2050-2729, DOI 10.1017/S0079497X0001923X, lire en ligne, consulté le 6 novembre 2021)
- (en) Cecily Margaret Piggott, R. J. A. Eckford, J. O. Ramsay et M. Y. Orr, « The Excavations at Bonchester Hill », Proceedings of the Society of Antiquaries of Scotland, vol. 84,‎ 1952, p. 113–137 (ISSN 2056-743X, lire en ligne, consulté le 6 novembre 2021)
- (en) Cecily Margaret Piggott, « Milton Loch Crannog I. A native house of the 2nd century AD in Kirkcudbrightshire », Proceedings of the Society of Antiquaries of Scotland, vol. 87,‎ 1955, p. 134–152 (ISSN 2056-743X, lire en ligne, consulté le 6 novembre 2021)
- Margaret Guido, Sardinia, 1963 (lire en ligne)
- (en) Margaret Guido, Southern Italy: an Archaeological Guide: The Main Prehistoric, Greek, and Roman Sites, Noyes Press, 1973 (ISBN 978-0-8155-5011-2, lire en ligne)
- (en) Margaret Guido, Sicily: an Archaeological Guide: The Prehistoric and Roman Remains and the Greek Cities, Praeger, 1967 (lire en ligne)
- (en) Margaret Guido, The glass beads of the prehistoric and Roman periods in Britain and Ireland, Society of Antiquaries of London : Distributed by Thames and Hudson, 1978 (ISBN 978-0-500-99026-1, OCLC 4305184, lire en ligne)
- (en) Margaret Guido, The Glass Beads of Anglo-Saxon England C. AD 400-700: A Preliminary Visual Classification of the More Definitive and Diagnostic Types, Boydell Press for the Society of Antiquaries of London, 1999 (ISBN 978-0-85115-718-4, lire en ligne)